# Condado de Blaine (Oklahoma)
O Condado de Blaine é um dos 77 condados do estado americano do Oklahoma. A sede do condado é Watonga, que é também a sua maior cidade.
O condado tem uma área de 2432 km² (dos quais 27 km² estão cobertos por água), uma população de 11 976 habitantes, e uma densidade populacional de 5 hab/km² (segundo o censo nacional de 2000). O condado foi fundado em 1890. O seu nome é uma homenagem a James G. Blaine (1830-1893) que foi Presidente da Câmara dos Representantes entre 1869 e 1875, senador pelo Maine entre 1876 e 1881, e Secretário de Estado dos Estados Unidos por duas vezes, a primeira entre março e dezembro de 1881, e a segunda entre 1889 e 1892.